# آنی بوس
آنی بوس (هلندی: Annie Bos; ۱۰ دسامبر ۱۸۸۶ – ۳ اوت ۱۹۷۵) هنرپیشه، و بازیگر سینما اهل هلند بود. وی بین سال‌های ۱۹۱۳ تا ۱۹۲۴ میلادی فعالیت می‌کرد.
از فیلم‌ها یا برنامه‌های تلویزیونی که وی در آن نقش داشته‌است می‌توان به گنجشک اشاره کرد.